# 羊永镇
羊永乡，是中华人民共和国甘肃省甘南藏族自治州临潭县下辖的一个乡镇级行政单位。
2015年，甘肃省民政厅批复同意撤销羊永乡，设立羊永镇。

## 行政区划
羊永乡下辖以下地区：
羊永村、孙家磨村、西石沟村、李岗村、拉布村、白土村和太平村。